# Titans of Creation
Titans of Creation is het dertiende studioalbum van de Amerikaanse metalband Testament. Het album is wereldwijd uitgebracht op 3 april 2020 via het label Nuclear Blast. Het is het eerste album sinds The Ritual (1992) waarop dezelfde bezetting van bandleden te horen is als op een eerder album. 
Het album werd uitgebracht tijdens de wereldwijde COVID-19 pandemie, waardoor er in de maanden na uitgave geen grote tournee opgezet kon worden. Zanger Chuck Billy en bassist Steve DiGiorgio waren een van de eerste metalmuzikanten die deze ziekte opliepen in het voorjaar van 2020, tijdens een tournee in Europa.
In tegenstelling tot het vorige album, Brotherhood of the Snake (2016), zijn op dit album meer blackmetalinvloeden te horen. Voor het eerst in de geschiedenis van Testament heeft gitarist Eric Peterson in bepaalde refreinen (onder andere in het nummer "Night of the Witch") de vocalen geheel voor zijn rekening genomen.

## Nummers
| No.           | Titel                        | Teksten                       | Muziek        | Lengte |
| ------------- | ---------------------------- | ----------------------------- | ------------- | ------ |
| 1.            | "Children of the Next Level" | - Chuck Billy - Del James     | Eric Peterson | 6:13   |
| 2.            | "WWIII"                      | - Billy - James               | Peterson      | 4:48   |
| 3.            | "Dream Deceiver"             | - Billy - James               | Peterson      | 4:58   |
| 4.            | "Night of the Witch"         | - Billy - Peterson - James    | Peterson      | 6:32   |
| 5.            | "City of Angels"             | - Billy - James               | Peterson      | 6:43   |
| 6.            | "Ishtar's Gate"              | - Billy - James               | Peterson      | 5:09   |
| 7.            | "Symptoms"                   | Alex Skolnick                 | Skolnick      | 4:37   |
| 8.            | "False Prophet"              | - Billy - Steve "Zetro" Souza | Peterson      | 4:54   |
| 9.            | "The Healers"                | - Billy - James               | Peterson      | 4:23   |
| 10.           | "Code of Hammurabi"          | - Billy - Skolnick - James    | Skolnick      | 4:52   |
| 11.           | "Curse of Osiris"            | - Billy - James               | Peterson      | 3:24   |
| 12.           | "Catacombs"                  | Instrumental                  | Peterson      | 2:01   |
| Total length: | Total length:                | Total length:                 | Total length: | 58:34  |

## Bandleden
- Chuck Billy (zang)
- Eric Peterson (gitaar)
- Alex Skolnick (gitaar)
- Steve DiGiorgio (basgitaar)
- Gene Hoglan (drums)